# Kabinett Wendorff II
Das Kabinett Wendorff II bildete vom 22. Februar 1919 bis zum 30. Juli 1919 die Landesregierung von Mecklenburg-Schwerin.
Der Verfassunggebende Landtag des Freistaates Mecklenburg-Schwerin wählte am 22. Februar 1919 den Ministerpräsidenten und am gleichen Tag die übrigen Staatsminister. Am 30. Juli 1919 trat das Staatsministerium zurück, wurde aber vom Landtag ermächtigt, die Geschäfte bis zum 15. August 1919 fortzuführen.
| Amt                                                                 | Name                                                                | Partei  |
| ------------------------------------------------------------------- | ------------------------------------------------------------------- | ------- |
| Ministerpräsident1 Äußeres Inneres                                  | Dr. Hugo Wendorff                                                   | DDP     |
| Finanzen                                                            | Heinrich Dethloff                                                   | SPD     |
| Justiz                                                              | Fritz Henck                                                         | SPD     |
| geistliche, Unterrichts- und Medizinalangelegenheiten und für Kunst | Hans Sivkovich                                                      | DDP     |
| Ohne Geschäftsbereich                                               | Franz Starosson bis 4. Juli 1919 Heinrich Erdmann bis 11. Juni 1919 | SPD SPD |

1 Dem Ministerpräsidenten oblag die Leitung der Abteilung für Landwirtschaft, Domänen und Forsten.